# Ein Ehemann zuviel
Ein Ehemann zuviel (OT: Too Many Husbands) ist eine US-amerikanische Filmkomödie aus dem Jahr 1940 mit Jean Arthur, Fred MacMurray und Melvyn Douglas unter der Regie von Wesley Ruggles. Als Vorlage diente das Bühnenstück Home and Beauty von W. Somerset Maugham.

## Handlung
Exakt ein Jahr nachdem ihr Ehemann bei einem Bootsunfall ums Leben gekommen ist, steht Vicky Cardew erneut vor dem Altar, um den besten Freund der Familie, Henry Lowndes, zu heiraten. Dann steht der angeblich Verschiedene, der das letzte Jahr einsam auf einer Insel verbringen musste, plötzlich in der Tür und Vicky hat auf einmal zwei Ehemänner. Die beiden Rivalen um die Liebe von Vicky legen sich mächtig ins Zeug und die junge Frau genießt den Aufwand und die vielen Geschenke. Schließlich landet Vicky wegen Bigamie vor Gericht, das Bill für den legalen Ehemann erklärt. Henry weigert sich, den Richterspruch zu akzeptieren und bemüht sich weiterhin um Vicky. Am Ende entscheidet sich Vicky für Bill, doch so ganz sicher ist sie sich nicht.

## Hintergrund
Der Plot über einen totgeglaubten Ehepartner, der unmittelbar zur Wiederheirat seiner anderen Hälfte zurückkehrt, ist nahezu identisch mit den Vorkommnissen in Meine Lieblingsfrau, der wenige Monate später in die Kinos kam. Allerdings basiert Ein Ehemann zuviel auf dem Stück Home and Beauty von W. Somerset Maugham, während für Meine Lieblingsfrau als Inspiration für die Handlung die Ballade Enoch Arden von Alfred Tennyson diente.
Das Studio bekam aufgrund der frivolen Ausgangssituation erhebliche Probleme mit den Zensurbestimmungen des Production Code, der seine Vorgaben, wonach die Institution der Ehe heilig und unter keinen Umständen herabgesetzt werden dürfe, verletzt sah. Zudem befanden die Zensoren, dass Bigamie nicht Gegenstand einer Komödie sein dürfe. Am Ende setzte sich das Studio mit einer geringfügig abgeschwächten Fassung durch, die offenlässt, ob Vicky und Henry tatsächlich die Ehe vollziehen. Wesley Ruggles drehte zwei Schlussszenen. In einer fällt die Wahl auf Henry, in der anderen auf Bill.
1955 verfilmte Columbia den Stoff erneut, diesmal als Musical mit Betty Grable und Jack Lemmon. Der Zensor erhob auch 15 Jahre später dieselben Vorbehalte gegen das Drehbuch.

## Auszeichnungen
Bei der Oscarverleihung 1941 erhielt der Film eine Nominierung in der Kategorie:
- Bester Ton